# Ťü Wen-ťün
Ťü Wen-ťün (čínsky pchin-jinem Jū Wénjūn, znaky zjednodušené 居文君, * 31. ledna 1991, Šanghaj) je čínská šachistka, mistryně světa v šachu z roku 2018. Po Sie Ťün, Ču Čchen, Sü Jü-chua, Chou I-fan a Tchan Čung-i je šestou čínskou mistryní světa v šachu.

## Tituly
V roce 2009 získala titul mezinárodní velmistryně (WGM). Titul velmistra (GM) získala v roce 2014.

## Soutěže jednotlivkyň
Vyhrála jako vyzývatelka zápas Mistrovství světa v šachu žen v roce 2018 s krajankou Tchan Čung-i.

## Soutěže družstev
Je vítězka ze šachové olympiády žen s družstvem ČLR z roku 2016.

### Šachové olympiády žen
Na pěti šachových olympiádách žen získala celkem 33,5 bodů ze 48 partií.
| Rok  | Olympiáda | Místo           | Deska | ELO  | Počet bodů | Odehráno partií | pořadí na šachovnici | pořadí družstvo |
| ---- | --------- | --------------- | ----- | ---- | ---------- | --------------- | -------------------- | --------------- |
| 2008 | 38.       | Drážďany        | 4.    | 2397 | 2,5        | 5               | —                    | 8.              |
| 2010 | 39.       | Chanty-Mansijsk | 2.    | 2516 | 9,5        | 11              | 2.                   | 2.              |
| 2012 | 40.       | Istanbul        | 3.    | 2528 | 5,5        | 10              | 9.                   | 2.              |
| 2014 | 41.       | Tromsø          | 2.    | 2559 | 8,0        | 11              | 3.                   | 2.              |
| 2016 | 42.       | Baku            | 2.    | 2583 | 7,5        | 11              | 2.                   | 1.              |